# ミルブルック駅 (ジャージー)
ミルブルック駅（ミルブルックえき、英: Millbrook railway station）は、かつてチャンネル諸島のジャージー代官管轄区（ジャージー島）にあった駅（廃駅）である。
当駅は、旅客および貨物路線であったジャージー鉄道 (Jersey Railway) の中間駅であった。

## 歴史
鉄道が最初に運行開始したときの1870年に、ミルブルック駅が開業した。標準ゲージであった路線が、1884年にナローゲージへと交換された。道路拡幅計画のために、1912年に当駅の場所が少し移転しており、移転先では2面のプラットホームを有する新しい駅施設が建設され、各プラットホームには駅舎があり歩道橋で連絡していた。軌道の計画では、交換線および短い側線を含んでいた。当駅は、ジャージー鉄道の生涯を通じて営業中のままであり、1936年に路線が運行停止したときに閉鎖された。

## 廃止後の現況

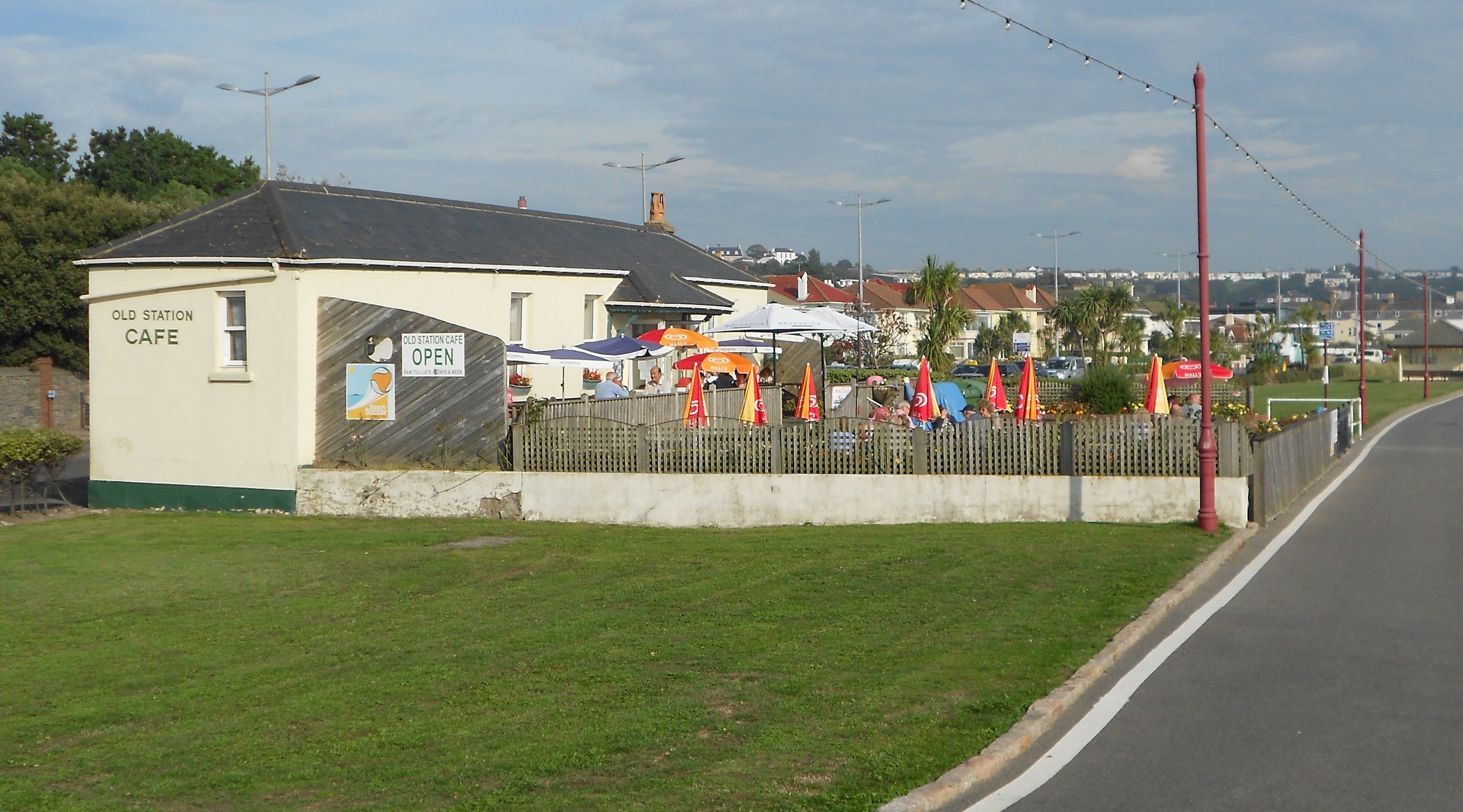
現代的な利用で保存されているミルブルック駅。

プラットホーム、歩道橋および（海側のプラットホーム上の）小さい駅舎は、全て解体・撤去されている。しかし、陸地側のプラットホームにある主駅舎は残存しており、現在カフェテリアとして利用中である。プラットホームの一部が復元され、ルーフィング材を用いて拡張されており、カフェテリアでは周囲のテーマにかつての鉄道を利用している。建物の外装にレプリカの駅名標が取り付けられている一方で、本館では鉄道の写真および収集品の小さな展示がされている。